# František Junek
Pour les articles homonymes, voir Junek.
František Junek, né le 17 janvier 1907 à Karlín (Prague) et mort le 20 mars 1970 à Prague, est un footballeur tchécoslovaque, qui jouait en attaque.

## Biographie
František Junek a joué au club du Slavia Prague.
Il est surtout connu pour avoir participé à la coupe du monde 1934 en Italie où son pays parvient jusqu'en finale contre les Italiens. Durant le mondial, il joue les quatre matchs de son pays.